# Înșir'te mărgărite (film)
Înșir'te mărgărite este un film produs în 1911 după piesa omonimă a lui Victor Eftimiu. Regizorii peliculei au fost Grigore Brezeanu și Aristide Demetriade, iar operatorul aparatului de luat vederi Victor Debon.
Fragmentele filmate erau menite a fi proiectate pe scena teatrului, ca interludii, întrucât relatau acțiuni ce nu puteau fi reproduse teatral. Cu două excepții, personajele din film au fost dubluri.

## Legături externe
Format:Grigore Brezeanu
Format:Aristide Demetriade